# توم إيفرز
توم إيفرز (بالإنجليزية: Tom Evers)‏ هو لاعب كرة قاعدة أمريكي، ولد في 31 مارس 1852 في تروي في الولايات المتحدة، وتوفي في 23 مارس 1925 في واشنطن العاصمة في الولايات المتحدة.

## وصلات خارجية
- توم إيفرز على موقعبيزبول رفرنس.كوم (الدوري الرئيسي) (الإنجليزية)